# Lombardei-Rundfahrt 1998
Die Lombardei-Rundfahrt 1998 war die 92. Austragung der Lombardei-Rundfahrt  und fand am 17. Oktober 1998 statt. Die Gesamtdistanz des Rennens betrug 253 Kilometer. Es siegte der Schweizer Oscar Camenzind vor dem Niederländer Michael Boogerd und dem Schweizer Felice Puttini.

## Teilnehmende Mannschaften
| Mapei-Bricobi Rabobank Ros Mary-Amica Chips | Asics-CGA Casino-AG2R Cantina Tollo-Alexia Alluminio | Brescialat Vitalicio Seguros-Grupo Generali Mercatone Uno-Bianchi | Team Polti Festina-Lotus Lotto-Mobistar | Française des Jeux GAN Ballan | Team Telekom TVM-Farm Frites Cofidis-Le Crédit par Téléphone |

| Vini Caldirola | Scrigno-Gaerne | Amore & Vita-ForzArcore | Post Swiss Team | Mobilvetta-Northwave |

## Ergebnis
| Rang | Fahrer            | Team                             | Zeit      |
| ---- | ----------------- | -------------------------------- | --------- |
| 1    | Oscar Camenzind   | Mapei-Bricobi                    | 5h 59' 1" |
| 2    | Michael Boogerd   | Rabobank                         | +6"       |
| 3    | Felice Puttini    | Ros Mary-Amica Chips             | +1' 21"   |
| 4    | Michele Bartoli   | Asics-CGA                        | gl. Zeit  |
| 5    | Pascal Richard    | Casino-AG2R                      | gl. Zeit  |
| 6    | Gilberto Simoni   | Cantina Tollo-Alexia Alluminio   | +1' 57"   |
| 7    | Marco Serpellini  | Brescialat                       | +3' 50"   |
| 8    | Markus Zberg      | Post Swiss Team                  | gl. Zeit  |
| 9    | Andrei Zintchenko | Vitalicio Seguros-Grupo Generali | gl. Zeit  |
| 10   | Andrea Tafi       | Mapei-Bricobi                    | gl. Zeit  |